# Тарасюк Олександр Олексійович
Олекса́ндр Олексі́йович Тарасю́к (29 березня 1995, м. Бердичів, Житомирська область — 24 лютого 2022, м. Очаків, Миколаївська область) — старший лейтенант, військовослужбовець 801 ОЗБ ПДСЗ ВМС ЗС України. учасник російсько-української війни, який загинув у ході російського вторгнення в Україну в 2022 році.

## Життєпис
Народився 29 березня 1995 році в місті Бердичеві на Житомирщині в родині військовослужбовців. 
У 2000 році його родина переїхала до міста Рівного. Закінчив загальноосвітню школу I—III ступенів. У 2010 році вступив до професійного-технічного училища № 4 (м. Рівне), де здобув фах слюсаря. У 2019 році закінчив Житомирський військовий інститут імені С. П. Корольова за спеціальністю «інженер в галузі електроніки та телекомунікації», офіцер військового управління тактичного рівня. У 2018 році одружився.
З 2019 року проходив військову службу в м. Очакові Миколаївської області. За час служби здобув кваліфікації водолаза й офіцера-водолаза.
Загинув 24 лютого 2022 року в перший день російського вторгнення в Україну в місті Очакові Миколаївської області.
Похований 23 березня 2022 року в місті Рівному.

## Родина
Залишилися батьки, дружина.

## Нагороди
- Орден «За мужність» III ступеня (2022, посмертно) — за особисту мужність і самовіддані дії, виявлені у захисті державного суверенітету та територіальної цілісності України, вірність військовій присязі.